# Glaser-Dirks DG-600

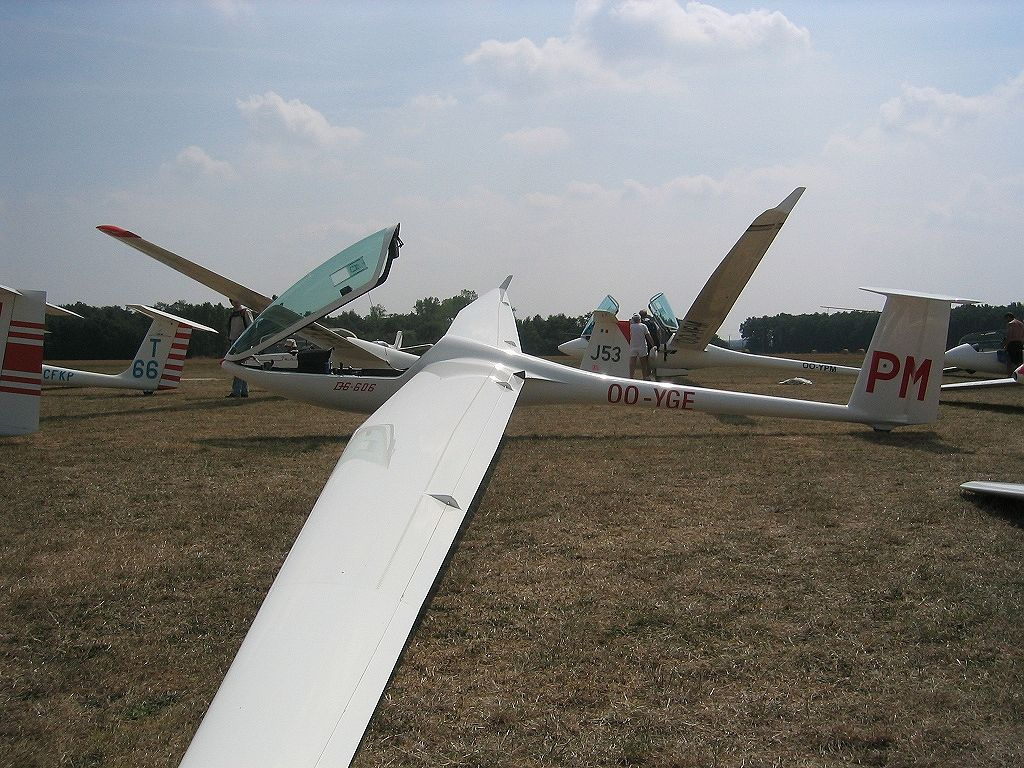
DG-606 18 m en compétition au Louroux [France].

Le DG-600 est un planeur. C'est le successeur de la famille des DG-200/400, conçu pour la classe 15 m avec une possibilité de rallonger l’envergure à 17 m, il effectua son premier vol en 1987.

## Présentation
Développé pour la très haute performance, les ailes beaucoup plus modernes que celles de ses prédécesseurs (et dont certains aspects seront similaires sur son successeur le DG800) confrontèrent 2 solutions durant son développement avant leur fabrication, une « conservatrice » et une deuxième accès sur la « haute performance » pouvant présenter des problèmes durant les phases de vol lent. La solution la plus performante avec l’aile la plus mince fut retenue et le problème durant les vols lents que les concepteurs redoutaient est devenu évident, tout du moins sur la version 15 m, imposant une vitesse plus forte dans les phases ascendantes, le taux de montée en souffrait particulièrement.
La tendance au décrochage dans sa version 15 m amena le LBA à exiger une notification d'avertissement installé dans le planeur. Ces caractéristiques de vol ont donné au DG600 une très mauvaise réputation et ne fut donc jamais un succès commercial. En matière de performances pures le DG600 15 m était devant ses rivaux directs de la classe course, mais son piètre comportement en montée réduisait cet avantage à néant, ce problème se retrouva sur plusieurs planeurs  conçus durant la fin des années 1980 chez d’autres constructeurs (LS7, ASW 24 …). Par la suite la version 15 m fut équipée de winglets qui amélioreront nettement son comportement en spirale (vol lent), malheureusement ce ne fut pas suffisant.

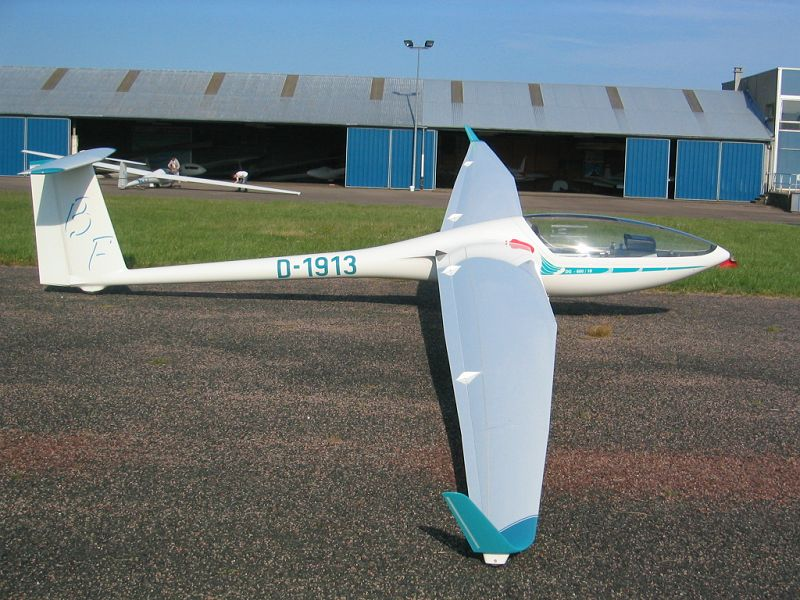
DG-600 18 m "Evolution" à Roanne [France].

La version de 17 m (avec ou sans winglets) connut une histoire tout à fait différente, les qualités en vol à voile étaient excellentes et les 2 mètres supplémentaires corrigeaient les problèmes rencontrés à basse vitesse. En 1991 l’envergure fut poussée à 18 mètres dans la toute dernière version du DG600 nommée « Evolution », les performances s’en trouvèrent grandement améliorées et portant sa finesse maximale à 50, il faisait jeux égal avec les autres 18 mètres de l’époque. Néanmoins sa faible charge maximale (480 kg) en 18 mètres (problème récurrent sur les planeurs 15 m des années 1980-90 qui furent rallongés durant leur carrière, comme le LS6, ASW20 …) l’empêche de pouvoir être au niveau optimal des 18 m nouvelle génération à charge maximale (DG800S/808S, Ventus 2C ….) qui, eux, peuvent être chargés jusqu'à 600 kg (limite de la classe 18 m).
Une version motorisée, le DG-600 M, vola dès 1989, équipé d’un petit moteur rotax monocylindre. Le DG-600 M était capable de décoller par ses propres moyens mais, en raison de sa faible puissance (25 chevaux), le taux de montée est relativement faible et le décollage nécessite une distance de roulage plus longue que pour les monoplaces motorisés actuels. Toutefois les nuisances sonores se révélèrent très faibles. Le fuselage du DG-600 M se voit affublé d'une trappe moteur sur son dos, créant une légère bosse à facette, les concepteurs ayant conservé le fuselage fin et étroit de la version non motorisée (à l’inverse du DG800B/808B/808C qui ont un fuselage adapté beaucoup plus large).
La fabrication du DG-600 stoppa en 1992 après 114 exemplaires construits, à la suite de l'incendie de l'usine Glaser-Dirks qui détruisit les moules d’ailes du DG-600, le moule de fuselage servira de base à son successeur le DG-800 S.
Un exemplaire du DG-600 servit en quelque sorte de prototype au DG-800 S, victime d’un crash alors qu’il n’avait qu’une vingtaine d’heures de vol l’année où l’usine a brûlé. L’épave fut rachetée par l’importateur suisse de l’époque, il fut reconstruit en intégrant le nouvel empennage du futur DG-800 S. Ce planeur fut renommé DG-606.

## Spécifications techniques
|                                 | DG-600 15 m     | DG-600 17 m               | DG-600 18 m "Evolution"   | DG-600M 15 m                                 | DG-600M 17 m                                 | DG-600M 18 m "Evolution"                     |        |
| Date 1er vol                    | 15/04/1987      | 15/04/1987                | 14/01/1992                | 11/11/1989                                   | 11/11/1989                                   | 25/05/1991                                   |        |
| Nombre construits (Total : 114) | 60              | inclus au nombre des 15 m | inclus au nombre des 15 m | 54                                           | inclus au nombre des 15 m motorisés          | inclus au nombre des 15 m motorisés          |        |
| Dimension                       |                 |                           |                           |                                              |                                              |                                              |        |
| Envergure                       | 15 m            | 17 m                      | 18 m                      | 15 m                                         | 17 m                                         | 18 m                                         |        |
| Longueur                        | 6,83 m          | 6,83 m                    | 6,83 m                    | 6,83 m                                       | 6,83 m                                       | 6,83 m                                       | 6,83 m |
| Surface alaire                  | 10,95 m2        | 11,59 m2                  | 11,81 m2                  | 10,95 m2                                     | 11,59 m2                                     | 11,81 m2                                     |        |
| Masse et Charge                 |                 |                           |                           |                                              |                                              |                                              |        |
| Place                           | 1               | 1                         | 1                         | 1                                            | 1                                            | 1                                            | 1      |
| Masse à vide                    | 257 kg          | 260 kg                    | 262 kg                    | 305 kg                                       | 310 kg                                       | 312 kg                                       |        |
| Ballast                         | 130 kg - 180 kg | 130 kg - 180 kg           | 130 kg - 180 kg           | 120 kg                                       | 120 kg                                       | 120 kg                                       |        |
| Masse maximale                  | 525 kg          | 525 kg                    | 480 kg                    | 525 kg (Mmax 440 kg pour décollage autonome) | 525 kg (Mmax 440 kg pour décollage autonome) | 480 kg (Mmax 440 kg pour décollage autonome) |        |
| Charge alaire minimale          | 30,8 kg/m2      | 29,3 kg/m2                | 29 kg/m2                  | 35,2 kg/m2                                   | 33,6 kg/m2                                   | 33,2 kg/m2                                   |        |
| Charge alaire maximale          | 47,9 kg/m2      | 45,3 kg/m2                | 40,6 kg/m2                | 47,9 kg/m2                                   | 45,3 kg/m2                                   | 40,6 kg/m2                                   |        |
| Caractéristique de vol          |                 |                           |                           |                                              |                                              |                                              |        |
| Finesse maximale                | 45              | 49                        | 50                        | 45                                           | 49                                           | 50                                           |        |
| Vitesse maximale                | 270 km/h        | 270 km/h                  | 270 km/h                  | 270 km/h                                     | 270 km/h                                     | 270 km/h                                     |        |
| Vitesse de décrochage           | 64 km/h         | 62 km/h                   | 62 km/h                   | 71 km/h                                      | 69 km/h                                      | 69 km/h                                      |        |
| Taux de chute minimum           | 0,56 m/s        | 0,5 m/s                   | 0,49 m/s                  | 0,6 m/s                                      | 0,53 m/s                                     | 0,51 m/s                                     |        |

## Sources
- DG-Flugzeugbau website